# 亀田孜
亀田 孜（かめだ つとむ、1906年（明治39年）3月4日 - 1982年（昭和57年）12月5日）は、日本の美術史学者。

## 略歴
宮城県伊具郡角田町（現・角田市）出身。吉野臥城（甫）の三男として生まれ、1922年（大正11年）亀田よねの養子となる。宮城県立第一中学校、第二高等学校理科甲類、東北帝国大学文学部卒、奈良国立博物館学芸員、1950年（昭和25年）東北大学文学部助教授、1952年（昭和27年）教授。1969年（昭和44年）定年退官、名誉教授。1962年（昭和37年）「白鳳後期美術の諸形相」で東北大学文学博士。

## 著書
- 『石山寺蔵倶力迦羅三童子像解説』仏教図像複製刊行会 1941
- 『日本仏教美術史叙説』学芸書林 1970
- 『仏教説話絵の研究』東京美術 1979

### 共編著
- 『世界美術全集 第4巻 日本 第4(平安第1) 』編 角川書店 1961
- 『日本絵画館 1 原始・飛鳥』日下八光共編 講談社 1970
- 『原色日本の美術 23 面と肖像』共著 小学館 1971
- 『日本絵画館 2 奈良・平安 1』浜田隆共編 講談社 1971
- 『新修日本絵巻物全集 8 華厳縁起』編集担当 角川書店 1976
- 『新修日本絵巻物全集 1 絵因果経』編集担当 角川書店 1977
- 『新修日本絵巻物全集 21 東征伝絵巻』編集担当 角川書店 1978
- 『日本美術絵画全集 第8巻 雪村』集英社 1980